# 薛纪宁
薛紀寧（1955年2月—），男，漢族，江蘇如皋人，畢業於中央財政金融學院金融系。1973年7月參加工作，1974年12月加入中國共產黨。

## 生平
大學畢業後曾在中央財政金融學院、中國有色金屬工業總公司、中國人民銀行等單位工作。1999年12月，轉任中央金融紀律檢查工作委員會案件檢查二室主任。2003年11月，擔任中國銀行業監督管理委員會監察局副局長。2007年8月，任中國銀行業監督管理委員會內蒙古監管局黨委書記、局長。2014年4月，任中國銀行業監督管理委員會黨委巡視辦巡視員。2015年3月退休。
2020年6月4日，中央紀委國家監委駐中國銀保監會紀檢監察組、內蒙古自治區紀委監委宣布薛紀寧涉嫌嚴重違紀違法，正在接受紀律審查和監察調查。2021年1月25日，薛纪宁被指縱容包商銀行擴張，監管不到位，被開除中共黨籍。2021年5月12日, 薛纪宁犯受贿罪一案在呼和浩特市中级人民法院开庭审理，他被控受贿超过4亿元人民币。